# Bangana (Cameroun)
Pour les articles homonymes, voir Bangana (homonymie).
Bangana  est une localité du Cameroun située dans la commune de Guéré, le département du Mayo-Danay et la Région de l'Extrême-Nord, à proximité de la frontière avec le Tchad.

## Population
En 1967 la localité comptait 2 185 habitants, principalement Massa.
Lors du recensement de 2005, ce chiffre s'élevait à 3 086.

## Personnalités
L'homme politique Mounouna Foutsou, nommé ministre en 2015, est né à Bangana en 1967.